# Ga Hatanodai
Ga Hatanodai (旗の台駅 Hatanodai-eki) là ga nằm ở phía Nam Tokyo, Nhật Bản. Nó là ga duy nhất trên tuyến Oimachi với 2 đường ray mỗi chiều, sử dụng cho tàu địa phương và tốc hành.

## Bố trí ga

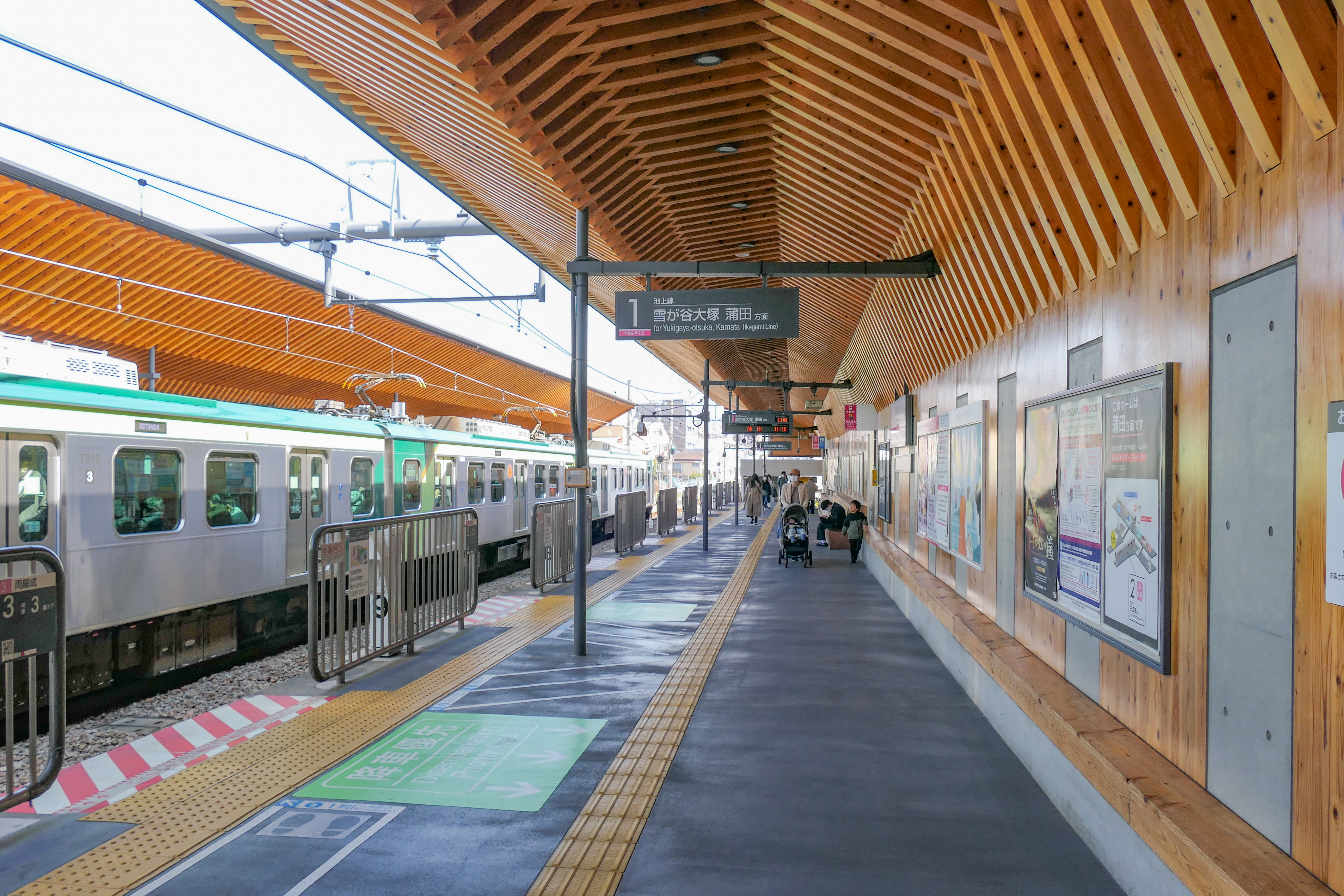
Bố trí sân ga Hatanodai

| 1 | ■ Tuyến Ikegami | Yukigaya-Ōtsuka ・ Ikegami ・ Kamata                                                                      |
| 2 | ■ Tuyến Ikegami | Togoshi-Ginza ・ Gotanda                                                                                  |
| 3 | ■ Tuyến Oimachi | Ō-okayama ・ Jiyūgaoka ・Todoroki ・ Futako-Tamagawa ・(Tuyến Tokyu Den-en-Toshi) Saginuma ・ Chūō-Rinkan |
| 4 | ■ Tuyến Oimachi | Ō-okayama ・ Jiyūgaoka ・ Futako-Tamagawa ・(Tuyến Tokyu Den-en-Toshi) Saginuma ・ Chūō-Rinkan            |
| 5 | ■ Tuyến Oimachi | Nakanobu ・ Oimachi                                                                                       |
| 6 | ■ Tuyến Oimachi | Nakanobu ・ Oimachi                                                                                       |

## Lịch sử
- 6 tháng 7 năm 1927: Ga Higashi-Senzoku (東洗足駅) của Meguro-Kamata Electric Railway mở cửa.
- Tháng 8 1927: Ga Hatagaoka (旗ヶ岡駅) của Ikegami Electric Railway mở cửa.
- Tháng 3 1951: Ga Higashi-Senzoku đổi tên thành tên hiện tại và tái xây dựng vị trí hiện tại của Tuyến Oimachi.
- Tháng 5 1951: Ga Hatagaoka sáp nhập với Ga Hatanodai và tái xây dựng vị trí hiện tại của Tuyến Ikegami.

## Ga liền kề
| ←              |  | Dịch vụ              |  | →            |
| -------------- |  | -------------------- |  | ------------ |
| Ebaramachi     |  | Tuyến Tokyu Oimachi  |  | Kita-Senzoku |
| Oimachi        |  | Tuyến Tokyu tốc hành |  | Ookayama     |
| Ebara-Nakanobu |  | Tuyến Tokyu Ikegami  |  | Nagahara     |

## Vùng lân cận
- Đại học Showa (Hatanodai Campus) và bệnh viện đại học

## Liên kết
- (tiếng Nhật) Ga Hatanodai Lưu trữ ngày 22 tháng 9 năm 2008 tại Wayback Machine (Tokyu)